# Coreans
El coreans (també coneguts com a chosen o zainichi2019) són un poble asiàtic que viu majoritàriament a la Península de Corea. Aquesta està dividida entre dos estats: Corea del Nord i Corea del Sud. Parlen l'idioma coreà.2019 Són asiàtics orientals agrupats en el grup mongoloide. La seua etnogènesi no queda clara excepte que són una mescla de diferents ètnies, tenint un paper predominant en la seua configuració un grup que parlava llengües protoaltaiques.
Genèticament ha sigut provat que són distints dels xinesos han i els japonesos malgrat que a nivell fenotípic siguen similars.

## Relacions genètiques amb altres ètnies
El moment de divergència respecte els xinesos han va ocórrer el segle IX aproximadament (a la fi del període dels Tres regnes de Corea) i respecte els japonesos el segle VII (a meitat del període dels Tres regnes de Corea).

## Diàspora

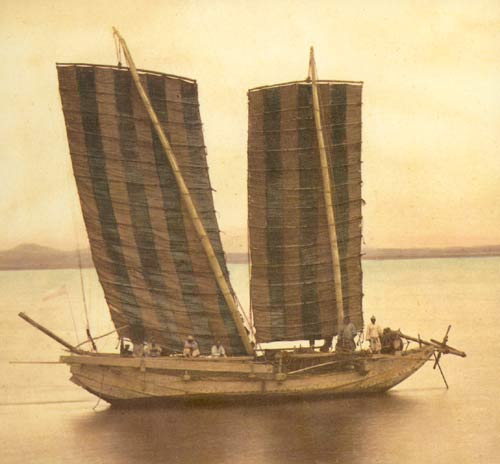
La primera foto coneguda de coreans; presa al 1871

A part dels coreans que viuen a la península de Corea, hi ha una diàspora coreana que viu principalment a la Xina, Rússia, Estats Units i Japó.

### Xina
Hi ha una minoria coreana important a la República Popular de la Xina, a l'altra banda de la frontera occidental de Corea. Aquesta minoria té l'estatus de minoria nacional del govern de la Xina i es coneix amb els noms de xinès tradicional: 朝鮮族, xinès simplificat: 朝鲜族, pinyin: Cháoxiǎn zu.

### Rússia
Els coreans constitueixen una minoria important en moltes zones de Sibèria (Rússia) des de fa segles. També n'hi ha concentracions importants en certes repúbliques de l'antiga URSS, com l'Uzbekistan i el Kazakhstan.

### Kazakhstan
Al Kazakhstan arribaren per les deportacions fetes per la invasió japonesa de la Xina el 7 de juliol de 1937 perquè Corea pertanyia a l'Imperi Japonès. Aquells qui foren exciutadans de l'estat pro-japonés de Manxukuo i els extreballadors del Ferrocarril Xinès Orientalforen també reprimits. Segons dades de gener de 2012 al Kazajistán hi viuen 103,4 mil coreans.

### Japó

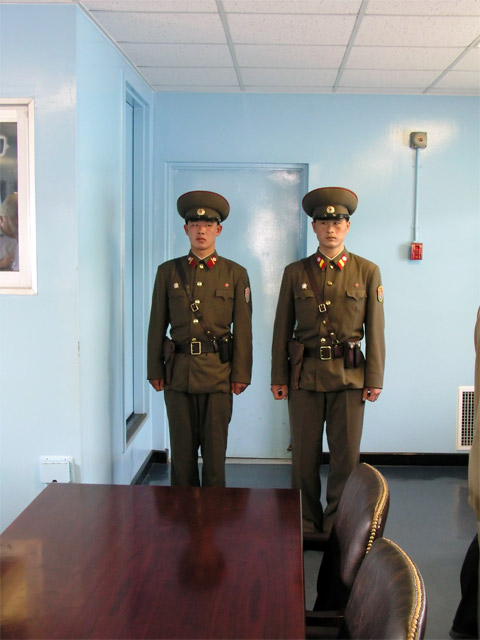
Soldats nord-coreans a la frontera de les dues corees

Durant la colonització de Corea per part del Japó, molts coreans varen emigrar, forçadament o no, al Japó. Llurs descendents encara viuen en aquest país, així com alguns immigrants més recents, i representaven un total de 613.791 persones el 2003.
Aquests grups minoritaris es coneixen amb els noms de Zainichi Kankokujin els sud-coreans, i de Zainichi Chosenjin els nord-coreans.
L'estatus social i polític de les minories coreanes dins del territori japonès, sense comptar els fills de matrimonis mixtos, representa un problema important per a la societat japonesa. Aquesta els considera coma Gaijin ('estrangers'), tant si fa poc que han arribat com si han viscut al Japó per moltes generacions.

### Amèrica del Nord
Molts coreans han emigrat als Estats Units i al Canadà, a on han reeixit a crear negocis importants. Un coreà, Jay Kim, va guanyar fins i tot les eleccions al Congrés dels Estats Units pel partit dels republicans als anys 1992 i 1998. Posteriorment, es va presentar a les eleccions municipals de Seül.

### Amèrica del Sud
Hi ha països de l'Amèrica del Sud on la minoria coreana és prou significativa. Cal mencionar-hi el Brasil i el Paraguai, entre d'altres.

## Distribució
Les xifres aproximades de les poblacions de coreans al món són:
- Corea del Sud: 50.062.000 (2009 est.)[3]
- Corea del Nord: 24.051.218 (2009 est.)[4]
- Estats Units: 2.102.283[5]
- Xina: 2.336.771[5]
- Japó: 904.512[5]
- Canadà: 223.322[5]